# Gran Premio motociclistico delle Nazioni 1965
Il Gran Premio motociclistico delle Nazioni fu il penultimo appuntamento del motomondiale 1965.
Si svolse il 5 settembre 1965 presso l'Autodromo di Monza, e corsero tutte le classi meno la 50.
Le gare furono influenzate dalla pioggia battente, che provocò numerosi incidenti, nessuno dei quali mortale, e l'accorciamento della corsa della 500 di 10 giri (25 giri anziché i 35 previsti).
La giornata iniziò con la gara della 350, vinta dalla MV Agusta tre cilindri di Giacomo Agostini, assente per infortunio Jim Redman. Caddero Mike Hailwood e Bruce Beale alla Parabolica e Alberto Pagani a Lesmo.
Seconda gara in programma quella della 125, nella quale la caduta di Ernst Degner a Lesmo (con frattura della gamba sinistra) lasciò via libera al compagno di Marca Hugh Anderson, incoronato Campione del Mondo della categoria.
Toccò quindi ai sidecar, gara vinta da Fritz Scheidegger. Al primo giro il mezzo dell'equipaggio Boswerger/Mawby uscì di strada alla Parabolica: il pilota uscì dall'incidente quasi illeso, mentre il passeggero finì in ospedale con gamba e caviglia destra fratturate.
Quarta gara della giornata, la 250 vedeva il debutto della Yamaha RD05 quattro cilindri due tempi, che ottenne solo il settimo posto con Phil Read, per noie all'accensione (che costrinsero al ritiro il compagno di squadra Mike Duff). A vincere fu la Benelli quattro cilindri bialbero di Tarquinio Provini.
A chiudere il programma la 500, vinta agevolmente da Hailwood su Agostini.

## Classe 500

### Arrivati al traguardo
| Pos. | Pilota              | Moto       | Tempo     | Punti |
| ---- | ------------------- | ---------- | --------- | ----- |
| 1    | Mike Hailwood       | MV Agusta  | 54' 58" 3 | 8     |
| 2    | Giacomo Agostini    | MV Agusta  | +11" 4    | 6     |
| 3    | František St'astný  | Jawa       | +1' 53" 4 | 4     |
| 4    | Fred Stevens        | Matchless  | +2' 02" 9 | 3     |
| 5    | Giuseppe Mandolini  | Moto Guzzi | +1 giro   | 2     |
| 6    | Gyula Marsovszky    | Matchless  | +1 giro   | 1     |
| 7    | Eduard Lenz         | Norton     | +1 giro   |       |
| 8    | Jack Findlay        | Matchless  | +1 giro   |       |
| 9    | Rudolf Thalhammer   | Norton     | +1 giro   |       |
| 10   | Ian Burne           | Norton     | +2 giri   |       |
| 11   | Griff Jenkins       | Norton     |           |       |
| 12   | Dan Shorey          | Norton     |           |       |
| 13   | Giuseppe Dardanello | Norton     |           |       |

### Ritirati
| Pilota             | Moto    | Motivo ritiro |
| ------------------ | ------- | ------------- |
| Franco Trabalzini  | Gilera  |               |
| Philippe Canoui    | Norton  |               |
| Benedetto Zambotti | Norton  |               |
| Bill Smith         | DKW     |               |
| Emanuele Maugliani | Norton  |               |
| Giovanni Perrone   | Bianchi |               |
| Antonio De Simone  | Norton  |               |

## Classe 350
26 piloti alla partenza.

### Arrivati al traguardo
| Pos. | Pilota            | Moto      | Tempo     | Punti |
| ---- | ----------------- | --------- | --------- | ----- |
| 1    | Giacomo Agostini  | MV Agusta | 51' 12" 5 | 8     |
| 2    | Silvio Grassetti  | Bianchi   | +1' 48" 6 | 6     |
| 3    | Tarquinio Provini | Benelli   | +1 giro   | 4     |
| 4    | František Šťastný | Jawa      | +2 giri   | 3     |
| 5    | Derek Woodman     | MZ        | +2 giri   | 2     |
| 6    | Renzo Pasolini    | Aermacchi |           | 1     |
| 7    | František Srna    | Jawa      |           |       |

## Classe 250
28 piloti alla partenza.

### Arrivati al traguardo
| Pos | Pilota            | Moto      | Tempo     | Punti |
| --- | ----------------- | --------- | --------- | ----- |
| 1   | Tarquinio Provini | Benelli   | 49' 53" 6 | 8     |
| 2   | Heinz Rosner      | MZ        | +1 giro   | 6     |
| 3   | Remo Venturi      | Benelli   | +1 giro   | 4     |
| 4   | Ginger Molloy     | Bultaco   | +1 giro   | 3     |
| 5   | František Šťastný | Jawa      | +1 giro   | 2     |
| 6   | Günter Beer       | Honda     | +1 giro   | 1     |
| 7   | Phil Read         | Yamaha    | +2 giri   |       |
| 8   | Giuseppe Visenzi  | Aermacchi | +2 giri   |       |
| 9   | E. Canova         | Aermacchi | +3 giri   |       |
| 10  | Angelo Tenconi    | Aermacchi | +3 giri   |       |

## Classe 125
18 piloti alla partenza.

### Arrivati al traguardo
| Pos | Pilota               | Moto        | Tempo     | Punti |
| --- | -------------------- | ----------- | --------- | ----- |
| 1   | Hugh Anderson        | Suzuki      | 40' 54" 9 | 8     |
| 2   | Frank Perris         | Suzuki      | +1 giro   | 6     |
| 3   | Derek Woodman        | MZ          | +1 giro   | 4     |
| 4   | Klaus Enderlein      | MZ          | +1 giro   | 3     |
| 5   | Hans-Georg Anscheidt | MZ-Kreidler | +1 giro   | 2     |
| 6   | Ginger Molloy        | Bultaco     | +1 giro   | 1     |
| 7   | Jan Huberts          | Bultaco     | +2 giri   |       |
| 8   | Angelo Orsenigo      | FB Mondial  | +3 giri   |       |
| 9   | Bob Coulter          | Bultaco     | +3 giri   |       |
| 10  | Rex Avery            | EMC         | +3 giri   |       |

## Classe sidecar

### Arrivati al traguardo
| Pos | Pilota            | Passeggero       | Moto | Tempo     | Punti |
| --- | ----------------- | ---------------- | ---- | --------- | ----- |
| 1   | Fritz Scheidegger | John Robinson    | BMW  | 46' 24" 9 | 8     |
| 2   | Georg Auerbacher  | Eduard Dein      | BMW  | +1 giro   | 6     |
| 3   | Otto Kölle        | Heinz Marquardt  | BMW  |           | 4     |
| 4   | Giuseppe Dal Toè  | Aldo Romoli      | BMW  |           | 3     |
| 5   | Barry Thompson    | Richard Bradley  | BMW  |           | 2     |
| 6   | Arsenius Butscher | Wolfgang Kalauch | BMW  |           | 1     |

## Fonti e bibliografia
- Stampa Sera, 6 settembre 1965, pag. 11.
- "Motor" n° 38 del 17 settembre 1965, pagg. 898-899, su motorracehistorie.nl. URL consultato il 17 febbraio 2013 (archiviato dall'url originale il 4 marzo 2016).
- Risultati della 500 su autosport.com, su autosport.com.
- Risultati di 125 e 250 su gazzetta.it